# East of Eden (gruppo musicale)
Gli East of Eden sono stati un gruppo musicale britannico.

## Storia
La band venne fondata a Bristol nel 1967 e pubblicò il suo primo album Mercator Projected nel 1969 per la Deram. In tale disco la formazione mostra la sua propensione per un hard rock progressivo esotico e contaminato da Béla Bartók. Nel 1970 gli East of Eden pubblicarono Snafu, che abbonda di riferimenti al free jazz e alla musica araba, e dove il violino di Dave Arbus viene distorto con tecniche in studio al punto da risultare a tratti irriconoscibile. Sempre dello stesso anno uscì Jig-a-Jig, brano dalle tinte folk-pop ricordato per essere stato il singolo più noto della formazione inglese. Il successo di Jig-a-Jig portò la formazione a pubblicare un album omonimo nel 1971 contenente alcune tracce di Mercator Projected e Snafu. La band si sciolse negli anni settanta. La band si riformò nel 1997 per pubblicare Kalipse.

## Formazione

### Formazione attuale
- Dave Arbus
- Geoff Nicholson
- Ron Caines

### Ex componenti
- Andy Sneddon
- Dave Dufont
- Davy Jack
- Don Weller
- Dyl Katz
- Garth Watt-Roy
- Geoff Britton
- Ian Lynn
- Jeff Allen
- Jim Roche
- Joe O'Donnell
- Les Davidson
- Martin Fisher
- Pete Filleul
- Steve York

## Discografia parziale
- 1969 – Mercator Projected
- 1970 – Snafu
- 1971 – Jig-A-Jig
- 1971 – East of Eden
- 1971 – New Leaf
- 1975 – Another Eden
- 1976 – Here We Go Again
- 1977 – It's the Climate
- 1978 – Silver Park
- 1997 – Kalipse
- 2001 – Armadillo
- 2005 – Graffito